# Херви-Бей (аэропорт)
Аэропорт Херви-Бей (англ. Hervey Bay Airport) — австралийский аэропорт, расположенный в штате Квинсленд на востоке Херви-Бей, в его пригороде Урангане.
PCN взлётно-посадочной полосы 26/F/B/1.4/T. Способна принимать самолёты типов Airbus A320 и Boeing 737.

## История
В 1963 году было выбрано место для аэродрома.
В 2005 году в аэропорту была проведена реконструкция, в том числе увеличение длины взлетно-посадочной полосы с 1500 метров до 2000 метров, а также строительство нового здания аэровокзала.

## Авиакомпании и направления
С момента постройки аэропорт был связан с Брисбеном такими авиакомпаниями как Sunstate, Qantaslink, Flight West и Sunshine Express. Кроме того аэропорт Херви-Бей связан рейсами с островами Фрейзер и Леди-Эллиот.
После реконструкции в 2005 авиакомпании Virgin Australia и Jetstar запускали рейсы в Сидней, что дало существенный рост пассажиропотока.
В 2021 году авиакомпания Jetstar вновь запустила прямые рейсы из Сиднея.